# Göran Hagberg
Ulf Göran Hagberg (Bjuv, 1947. november 8. – 2024. április 2.) svéd válogatott labdarúgókapus.

## Pályafutása

### Klubcsapatban
1966 és 1968 között a Landskrona BoIS csapatában játszott. 1969-től 1979-ig az Östert erősítette, melynek tagjaként 1977-ben megnyerte a svéd labdarúgókupát, 1978-ban pedig bajnoki címet szerzett. 1980 és 1981-között az Alvesta labdarúgója volt. 1982-ben az AIK, 1983-ban a Ljungby játékosa volt. 1984-ben a Karlskrona színeiben fejezte be a pályafutását. 

### A válogatottban
1973–1979 között 15 alkalommal szerepelt a svéd válogatottban. Részt vett az 1974-es és az 1978-as világbajnokságon.

## Sikerei, díjai
Östers
- Svéd bajnok (1): 1978
- Svéd kupa (1): 1977